# Idioma turcomano
El turcomano, turkeno o turkmeno (türkmen dili o türkmençe) es el idioma nacional de Turkmenistán. El turcomano es hablado por 3 430 000 personas aproximadamente en el país, y por unos 3 000 000 más en otros países, principalmente Irán (2 000 000 de hablantes), Afganistán (500 000 hablantes) o Turquía.
El turcomano pertenece al grupo oghuz de las lenguas túrquicas, pero contiene algunos elementos del grupo kipchak. Consta de diversos dialectos y ha sido lengua escrita desde el siglo XVIII. Su forma clásica experimentó una enorme influencia del idioma túrquico escrito Chagatai (asiático central clásico). El idioma turcomano durante la época soviética se basó en los dialectos yomud y tekke. Utilizó el alfabeto árabe hasta 1928, año en que fue sustituido por el latino, que a su vez fue reemplazado por el cirílico en la década de 1940. Tras la desintegración de la URSS y la independencia de Turkmenistán se volvió a adoptar el alfabeto latino para la escritura del idioma.

## Fonología

### Vocales
En el turcomano aparece la armonía vocálica, un principio que es común en otras lenguas túrquicas. Las vocales y sus sonidos son los siguientes:
|               | Anterior   | Anterior      | Posterior  | Posterior |
| no redondeada | redondeada | no redondeada | redondeada |           |
| ------------- | ---------- | ------------- | ---------- | --------- |
| Cerrada       | i (i/iː)2  | ü (y/yː)      | y (ɯ/ɯː)2  | u (u/uː)  |
| Media         | e (e/eː)   | ö (ø/øː)      |            | o (o/oː)  |
| Abierta       | ä (æ/æː)   |               | a (a/aː)1  |           |

1. A efectos de la armonía vocálica, la vocal central /a/ se considera posterior.
2. Presentan alófonos: i (ɪ/ɪː), y (ɨ/ɨː).

### Consonantes
El inventario de consonantes del turcomano es el siguiente:
|             |             | Bilabial | Alveolar | Post- alveolar | Palatal | Velar   | Glotal |
| ----------- | ----------- | -------- | -------- | -------------- | ------- | ------- | ------ |
| Oclusiva    | sorda       | p (p)    | t (t̪)    |                |         | k (k/q) |        |
| Oclusiva    | sonora      | b (b)    | d (d̪)    |                |         | g (ɡ/ʁ) |        |
| Nasal       | Nasal       | m (m)    | n (n)    |                |         | ň (ŋ)   |        |
| Vibrante    | Vibrante    |          | r ([r])  |                |         |         |        |
| Fricativa   | sorda       | f (ɸ)    | s (θ)    | ş (ʃ)          |         | h (h/x) |        |
| Fricativa   | sonora      | w (β)    | z (ð)    | ž (ʒ)          |         |         |        |
| Africada    | sorda       |          |          | ç (t͡ʃ)         |         |         |        |
| Africada    | sonora      |          |          | j (d͡ʒ)         |         |         |        |
| Aproximante | Aproximante |          | l (l)    |                | ý (j)   |         |        |

## Gramática

### Verbos
Los verbos se conjugan en singular y plural y en primera, segunda y tercera persona. Hay once tiempos verbales: presente comprensivo (largo y corto), presente perfecto (regular y negativo), futuro seguro, futuro indefinido, condicional, pasado determinado, obligatorio, imperativo, e intencional.

### Casos gramaticales
El turcomano tiene varios casos: nominativo, posesivo, dativo, acusativo, locativo e instrumental. Los pronombres se declinan de la siguiente manera: 
| Nominativo   | men / Yo         | sen / Tú         | ol / Él/Ella                 | biz / Nosotros          | siz / Vosotros         | olar / Ellos                 |
| Posesivo     | meniň / Mi       | seniň / Tu       | onyň / Su                    | biziň / Nuestro         | siziň / Vuestro        | olaryň / Su                  |
| Dativo       | maňa / A mí (me) | saňa / A ti (te) | oňa / A él/ella (le)         | bize / a nosotros (nos) | size / A vosotros (os) | olara / A ellos (les)        |
| Acusativo    | meni / Me        | seni / Te        | ony / Lo/la                  | bizi / Nos              | sizi / Os              | olary / Los/las              |
| Locativo     | mende / Sobre mí | sende / Sobre ti | onda / Sobre él/ella         | bizde / Sobre nosotros  | sizde / Sobre vosotros | olarda / Sobre ellos         |
| Instrumental | menden / Conmigo | senden / Contigo | ondan / Con él/ella, consigo | bizden / Con nosotros   | sizden / Con vosotros  | olardan / Con ellos, consigo |

### Sufijos
Los sufijos (goşylmalar) son una parte muy importante del turcomano. Pueden marcar la posesión o cambiar un verbo.
- Para hacer un verbo pasivo: -yl/-il; -ul/-ül; -l
- Para hacer un verbo reflexivo: -yn/-in; -un/-ün; -n
- Para hacer un verbo recíproco: -yş/-iş; -uş/-üş; -ş
- Para hacer un verbo acusativo: -dyr/-dir; -dur/-dür; -yr/-ir; -ur/-ür; -uz/-üz; -ar/-er; -der/-dar; -t